# Стора-Сундбю (замок)
Стора-Сундбю (швед. Stora Sundby slott) — дворцово-замковый комплекс на северном берегу озера Ельмарен, в приходе Оя в коммуне Эскильстуна, в лене Сёдерманланд, Швеция. Свой нынешний облик сооружение получило после масштабных работ, произведённых в период с 1830 по 1840 год. В то время владельцем замка был граф Карл де Геер. Проект реконструкции подготовил шотландский архитектор Питер Фредерик Робинсон. Непосредственно строительными работами руководил Абрахам Нюстрём. С 1888 года Стора-Сундбю принадлежит семье Клингспор. Замок и около десяти близлежащих зданий были объявлены памятниками архитектуры в сентябре 1983 года. По своему типу относится к замкам на равнине.

## История замка

### Ранний период

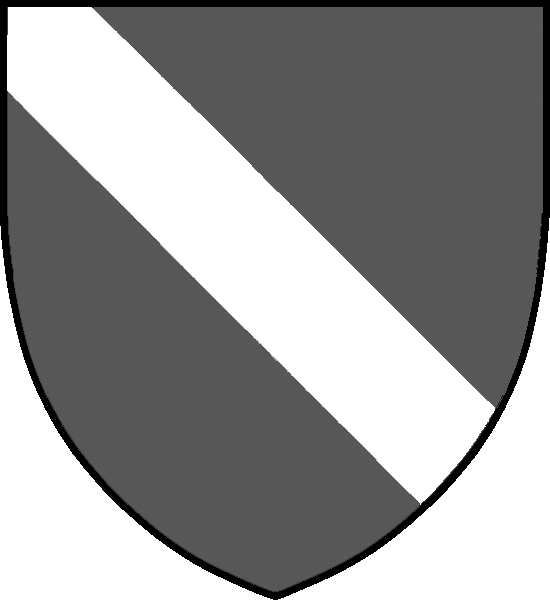
Герб рода Рёрик Биргерссонс (дворянский род)

Самым ранним известным владельцем поместья, вероятно, был Биргер Рёрикссон-младший из рода Рёрик Биргерссонс. Первые сведения об этом относятся к 1329 году. В документах за 1364 год упоминается укрепленная ферма под названием Sundaby или Sundabyhus, расположенная недалеко от пролива Йельмарсунд. Это было несложное оборонительное сооружение или архаичный замок, который позволял контролировать стратегически важный торговый водный маршрут. Во время раскопок 1960 года удалось обнаружить остатки каменных внешних стен этого сооружения. Среди прочего, были найдены руины фундамента квадратной оборонительной башни. Все постройки возводились из серого камня, без кирпичной кладки. Сам метод строительства чётко указывает на эпоху их возведения — XIII век. Cкалистое основание, на котором были расположены те укрепления, находились примерно в 300 метрах к северу от нынешнего замка. Руины видны слева на заднем плане на иллюстрации Эрика Дальберга «Sundby i Sueciaverket» и являются древним памятником архитектуры.
В 1364 году укреплённая ферма была осаждена и захвачена отрядами Альбрехта Мекленбургского во время его конфликта с Магнусом Эрикссоном. Точно неизвестно, кто именно владел поместьем Сундбю в то время.

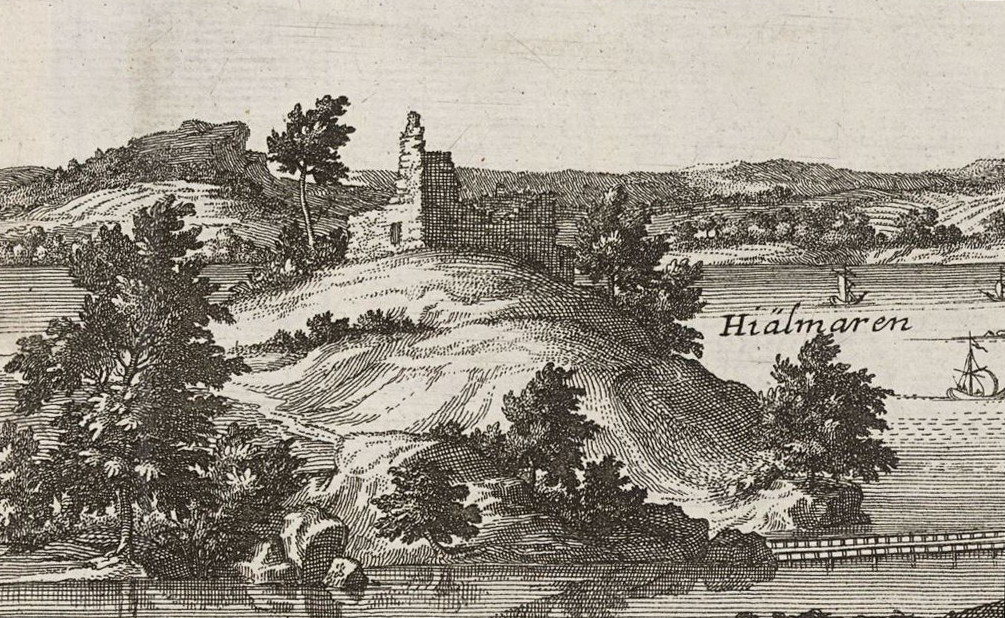
Руины раннего замка на рисунке Эрика Дальберга 1690 года

Около 1400 года в качестве владельца поместья упоминается Ларс Ульфссон. Его вдова Идха Юханссон Бюлов передала ферму и все постройки в дар монастырю Юлит. Однако позднее недвижимость удалось возвратить в собственность светской семьи. В 1480 году имение Сундбю принадлежало Эрмегорду Бло. Этот человек был женат на Магнус Бенгтссон, которая принадлежала к знатному роду Натт оч Даг. В итоге владение по наследству перешло к Сигге Ларссону из рода Спарре, а затем к его сыну, королевскому советнику Ларсу Сиггессону.

### Эпоха Ренессанса

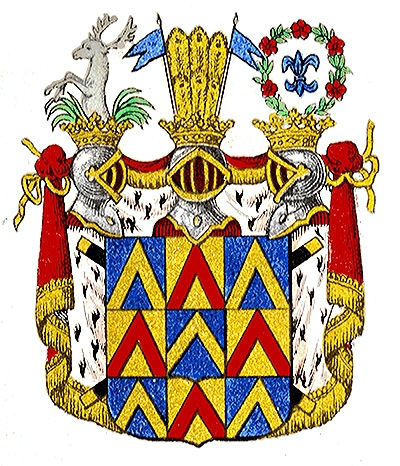
Герб рода Спарре (дворянский род)

Ранний трёхэтажный каменный замок Стора Сундбю был построен в 1546—1549 годах в три этажа как семейный замок для Ларса Сиггессона Спарре-старшего и его сына, канцлера и королевского советника Эрика Ларссона Спарре. Первый полноценный замок на этом месте был построен по распоряжению Ларса Сиггессона Спарре-младшего (сына Эрика). Крепость имела три башни и кольцевую стену. Работы завершились в 1584 году.
Представители рода Спарре известны как выдающиеся государственные деятелями периода ранней эпохи королевской династии Васа. В этот период реконструкция замка завершилась возведением двух угловых башен и нижней лестничной башни. Согласно традиции, такие работы требовали участия итальянского мастера-строителя.
Над камином в Рыцарском зале замка до сих пор хорошо сохранились гербы семей Спарре и Браге. В этом портале имеется камень, на котором высечен год «1584». Интересно, что четвёртая башня, которая столь органично смотрится в обрамлении замка, была добавлена только во время реконструкции, произведённой в начале XVIII века.

### XVII—XVIII века

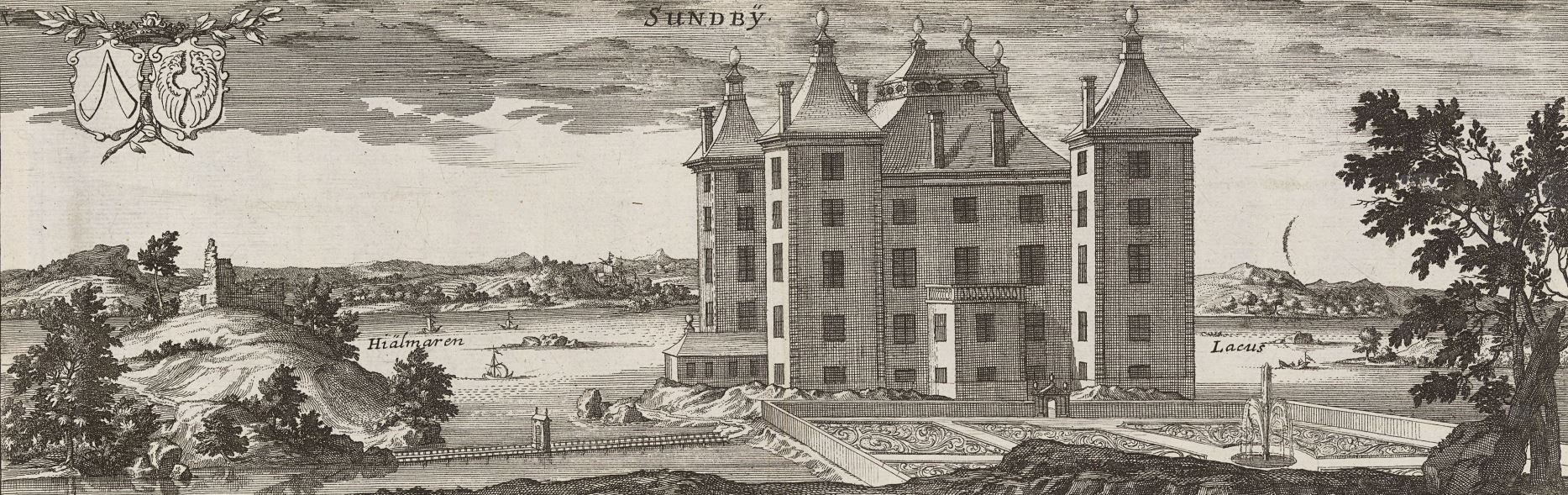
Стора Сундбю на рисунке Эрика Дальберга 1690 года

На некоторое время замок оказался в полузаброшенном состоянии. Его стены и крыши ветшали, а собственники не выделяли средств на ремонт и годами не посещали резиденцию. Однако в середине XVII веке всё изменилось. Замок был отремонтирован и реконструирован. В числе прочего, в комплексе появился Рыцарский зал. Под ним располагались многочисленные хозяйственные помещения со сводчатыми потолками (сохранились до нашего времени): кухня, пекарня, погреб для бочек с вином, жилье для повара и слуг. Позднее здесь появились гостевые комнаты.
Масштабная реконструкция замка происходила с 1660 по 1670 год по инициативе королевского лесного управляющего Акселя Спарре. Этот дворянин унаследовал Стора-Сундбю в 1634 году. Он нанял архитектора Никодемуса Тессина-cтаршего и, вероятно, также Эрика Дальберга, который и придал зданию нотки барокко.
В 1712 году поместье было выкуплено генерал-лейтенантом бароном Эриком Спарре, который позже стал графом Стора-Сундбю. В 1714 году после смерти Беаты Стенбок, вдовы Акселя Спарре, замок, казалось, вновь оказался обречён на упадок. Однако сооружение счастливо избежало участи превращения в руины. Наследник рода Эрик Спарре аф Сундбю вступил во владение поместьем в 1722 году. Несмотря на свою занятость на высших государственных должностях, он начал масштабную и дорогостоящую реконструкцию родового поместья. Тогда же была пристроена четвёртая башня замка. Этими работами руководил Йоран Йозуэ Аделькранц.
Благодаря браку с Ловисой Спарре, одной из «трех граций» (трёх знаменитых фрейлин при дворе короля Густава III), владельцем поместья в 1763 году оказался граф Юхан Август Мейерфельдт.

### XIX век: радикальная реконструкция

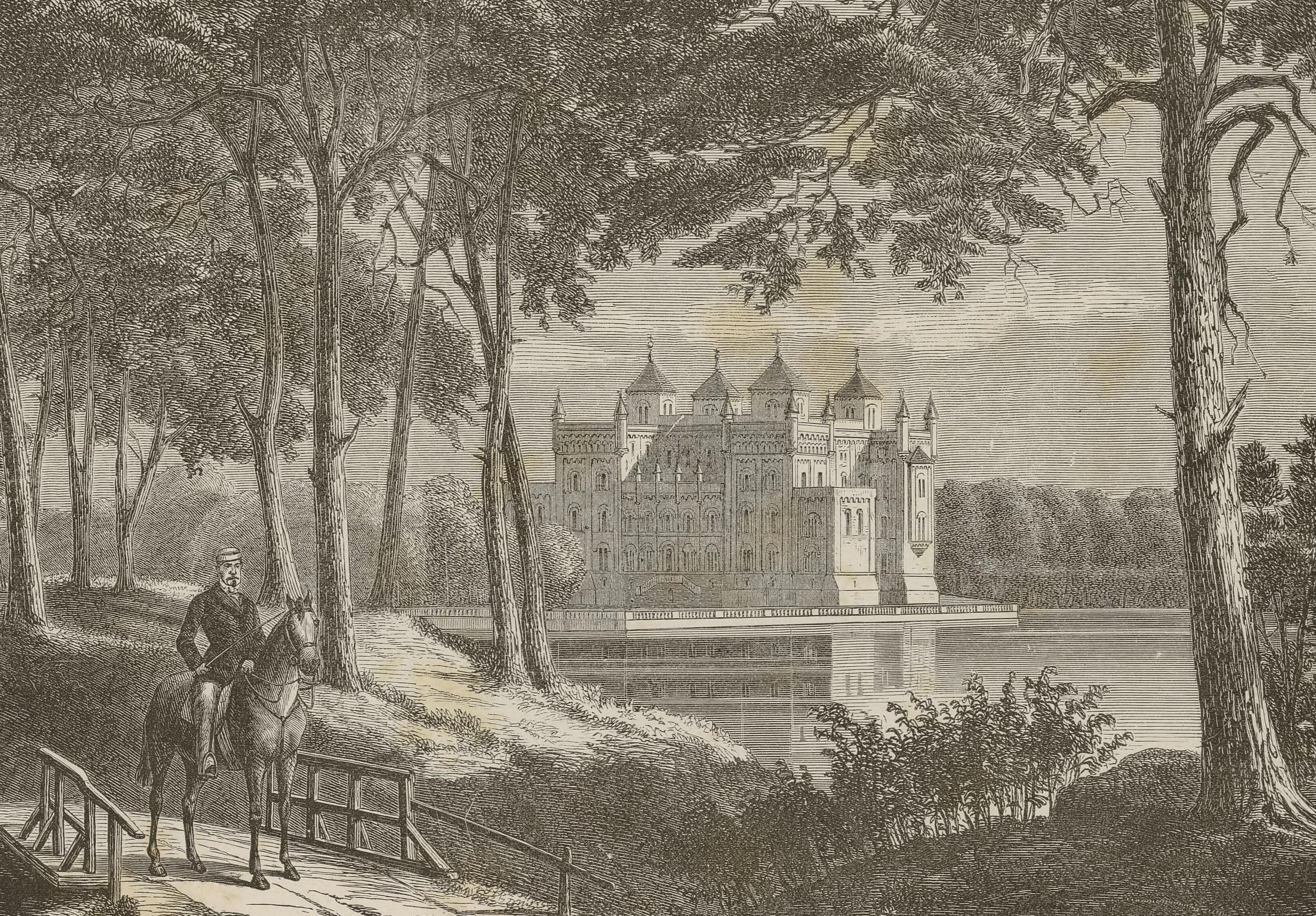
Замок на рисунке 1870-х годов

В 1816 году после смерти Августа Мейерфельдта его вдова продала поместье владельцу мельницы Гёдеке. На этом завершился почти трёхвековой период истории, во время которого замок принадлежал семье Спарре. В 1827 году Карл де Гир (из рода Де Геер аф Лёйфста) купил поместье Стора-Сундбю и всю недвижимость для своей дочери Шарлотты де Геер аф Лёйфста. Она была замужем за графом Бальцаром фон Платеном-младшим (сын генерал-губернатора Норвегии графа Бальцара фон Платена-старшего (1766—1829)).
В 1831—1848 годах граф Карл де Геер, сын Бальцара и Шарлотты, распорядился полностью перестроить замок. В качестве образца для подражания предполагались объекты в старонормандском стиле. Чертежи были составлены шотландским архитектором Питером Фредерикос Робинсоном. Интересно, что Робинсон никогда не бывал в Швеции. Он работал только с помощью присланных ему схем, чертежей и обмеров. Зато этот архитектор признавался авторитетным специалистом по части создания узнаваемых фасадов и общей планировки.
Само строительство поручили мастеру-строителю из Эстергётланда Абрахаму Нюстрёму. Ранее он работал сотрудником в компании Балцара фон Платена. Этот выдающийся инженер в то время отвечал за прокладку столь сложного инженерно-гидротехнического сооружения, как система каналов Гёта. Для того, чтобы заслужить доверие заказчиков, поручивших ему реконструкцию замка, Абрахам Нюстрём для начала создал в 1831 году масштабную модель будущего комплекса. Макет произвёл сильное впечатление. В итоге Нюстрёму была поручена сложная строительная компания, которая затянулась на семь лет. Предварительная модель до сих пор хранится в Рыцарском зале.
Заказчики прониклись столь глубоким уважением к способностям Абрахама Нюстрёма, что поручили ему заняться не только внешним обликом замка, но и его внутренним убранством, включая меблировку. В соответствии с духом эпохи, данный дизайн находился под сильным влиянием стиля позднего ампира. Многие предметы были частично изготовлены из терракоты. Нередко моделями служили творения архитектора Карла Кристоффера Гьёрвелла. При этом супруги де Геер некогда арендовали резиденцию Карла Кристофера Гьёрвелла в замке Эрбюхус в Уппланде. Возможно, именно тогда они и воодушевились идеей «идеального» замка.

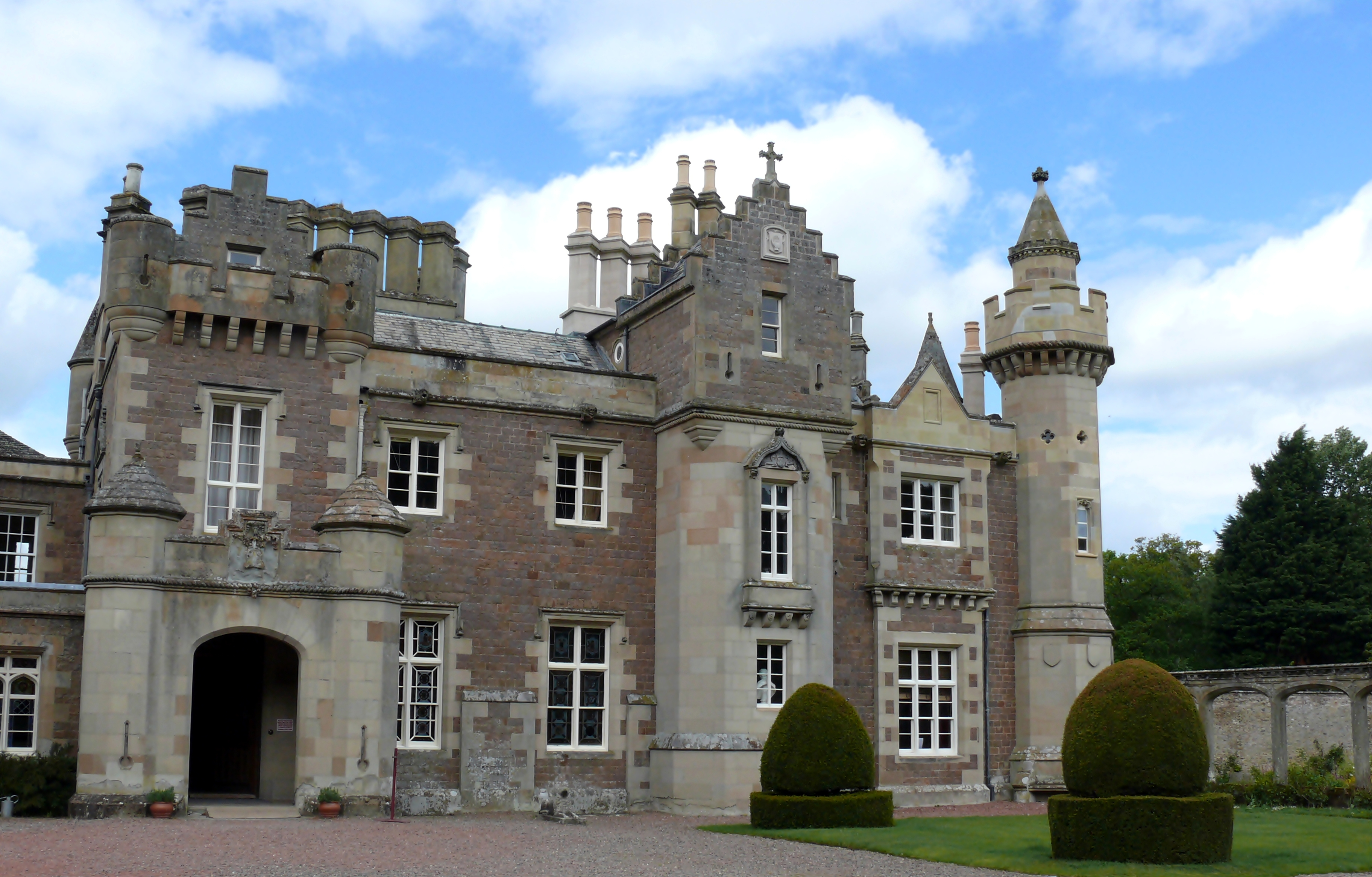
Замок Вальтера Скотта Эбботсфорд в Шоттландии, ставший образцом при реконструкции Стора Сундбю

Желание в XIX веке произвести реконструкцию по образцам Средневековья, было основано на видении стремлении создать рыцарский замок в духе модных в ту эпоху произведений сэра Вальтера Скотта. В результате идеальным образцом для подражания признали замок Abbotsford House (Эбботсфорд) в Шотландии. Правда, богатая силуэтами архитектура этой резиденции возникла вовсе не на аутентичных примерах. Дело в том, что в XIX веке в высшем обществе достаточно чётко сформировались представления о том, как именно должен выглядеть рыцарский замковый комплекс. То есть это был романтизированный образ, а не реальная крепость.
Инициатором преобразований оказалась графиня Уллой де Геер, урожденная леди Спренгтпортен. Она стала супругой, возможно, самого могущественного земельного магната страны, Карла де Геера. Этот аристократ владел множеством имений: Кулла Гуннарсторп, Лёвста-Брук, Стора-Вэсбю, Утаншё, Юкстахольм и Эрбюхус, а также многими другими. Безусловно, интерес супругов к архитектуре Англии был обусловлен не только романтическими настроениями, но и их либеральными политическими взглядами. В 1829 году они обратились к английскому архитектору Питеру Фредерику Робинсону. Владельцы замка были знакомы с этим зодчим через близкую подругу Уллой де Геер, леди Джорджиану Блумфилд, жену Джона Блумфилда, английского посла («министра») в Стокгольме с 1826 по 1839 год.
Архитектор Робинсон прославился живописной и ассоциативной архитектурой, в том числе в так называемом «замком стиле». Незадолго до этого он опубликовал книгу планов с различными проектами вилл. Робинсон отправил графу и графине Де Геер грандиозный проект, который архитектор посчитал уместным поместить в скандинавскую природу. В своём плане зодчий постарался воплотить в том числе и мотивы нормандского замка. Ключевой задачей считалось придание романтического внешнего вида старинному мрачному зданию. В итоге усадебный дом XVI века полностью сменил фасады. При этом основная часть прежних несущих стен сохранилась. Согласно модным веяниям той эпохи архитектурные решения замка стали символизировать календарь: 52 комнаты (количество недель в году), двенадцать маленьких башен (12 месяцев в году), четыре большие башни (четыре сезона), 365 окон (количество дней в году).

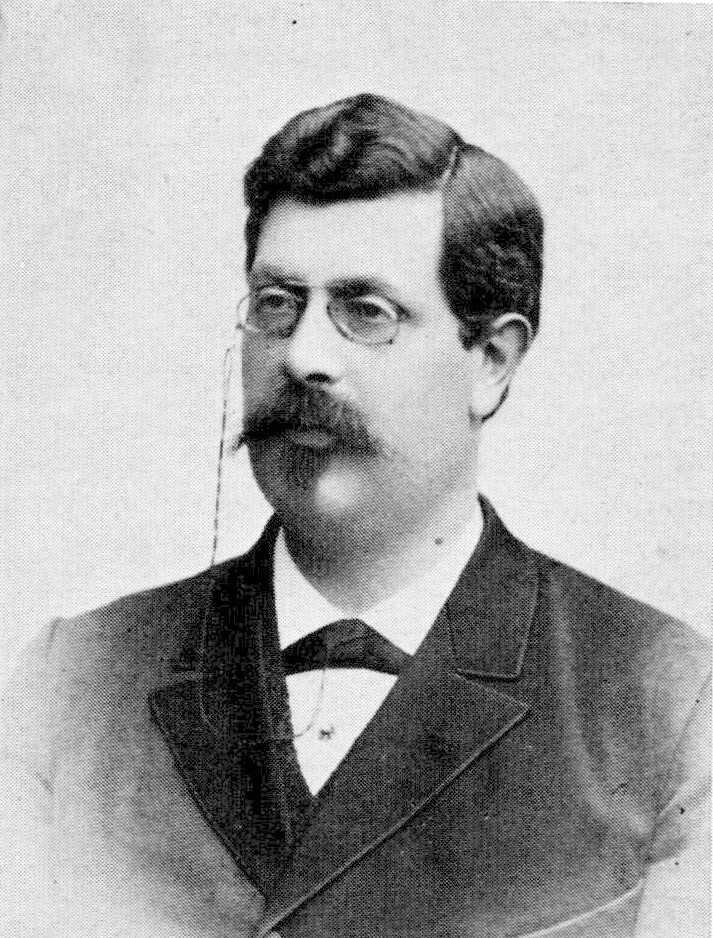
Барон Клингспор, Карл, чьи потомки до сих пор владеют замком

После смерти графа Карла фон Платена в 1888 году (не имевшего детей) поместье перешло к барону Карлу Клингспору, который был женат на Ульрике де Геер, племяннице Карла фон Платена. С тех пор замок принадлежит семье Клингспор. Однако по договорённости он был сдан в пожизненную аренду принцессе Стефании фон Ведель. Таким образом представители семьи Клингспор смогли переехать в дворцово-замковый комплекс только в 1937 году после смерти принцессы.

### Современность
В настоящее время замок и поместье Стора-Сундбю принадлежат барону Йохану Клингспору. Этот человек постоянно проживает в своей родовой резиденции.

## Описание замка

### Общие сведения
Основу сооружения составляет массивное четырёхэтажное здание, имеющее в основании форму квадрата. В верхней части по углам возвышаются четыре небольшие симметричные башенки. К главному корпусу примыкают четыре квадратные башни. С юго-западной стороны у парадного входа пристроен двухэтажный корпус. Он образует вместе с соседними башнями сплошную линию фасада. Благодаря большим оконным проёмам здание мало напоминает средневековый замок с его характерными узкими бойницами. В верхней части фасадов присутствуют элементы фортификации, но скорее для украшения, чем для реальных функций: бартизаны и бретеши.

### Рыцарский зал

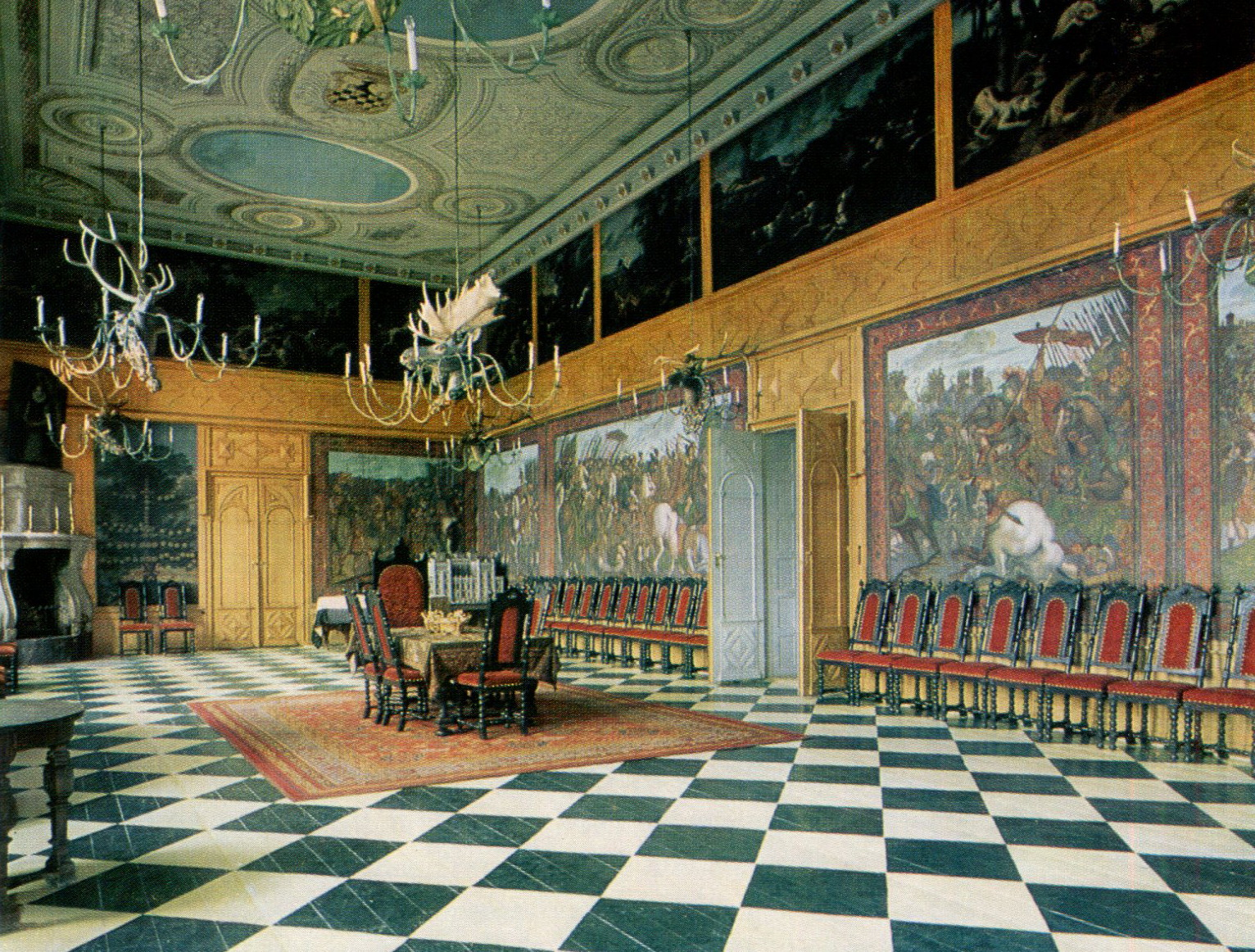
Рыцарский зал замка

В Рыцарском зале есть имитации гобеленов. Это помещение — самое большое в замке. Оно занимающее всю северную половину основного здания. Деревянный пол расчерчен на чёрные и белые квадраты. Он создаёт впечатление мраморного. Потолок расписан так, что имитирует барочную лепнину, и украшен гербом Акселя Спарре. С потолка свисают семь больших люстр, украшенных деревянными и резными головами лосей и оленей. Причём к ним прикреплены настоящие рога. Такие уникальные люстры, именуемые Geweihkronleuchter, сейчас крайне редки в Швеции.
Внутренние стены Рыцарского зала оклеены кожаными обоями XVII века с изображением старинных военных сцен. Над ними тянется лента с голландскими рисунками на мотивы дворянской охоты. Вероятно, автором этих работ является фламандского художника Франса Снейдерса или одного из его учеников. В зале также находится портрет короля Карла XIV Юхана в полный рост. Этот знаменитый французский маршалл был монархом Швеции как раз в годы время реконструкции замка и Рыцарского зала в 1830-х годах.

### Другие помещения
Комнаты двух нижних этажей в значительной степени сохранили вид и характер комнат XVI века. Здесь остались длинные коридоры с цилиндрическими сводчатыми потолками. В приёмную можно попасть через оригинальный портал замка. Комната имеет мраморный пол с мозаичной инкрустацией. Её украшением занимался Абрахам Нюстрём.
В комплексе также имеется парадная спальня. Её создали в конце 19-го века для владелицы замка графини Стефани фон Платен (1852—1937), урожденной леди Гамильтон (шведская ветвь). Она была замужем за Карлом Бальцаром Эрнстом фон Платеном (1833—1888) и вторично вышла замуж за немецкого принца Карла Лео Юлиуса фон Веделя (1842—1919). В спальне имеются позолоченные фрагменты украшений и лепнины, характерные для стиля неорококо. На большом портрете, созданном в 1817 году, изображена Улла Де Геер, урожденная Спренгтпортен.

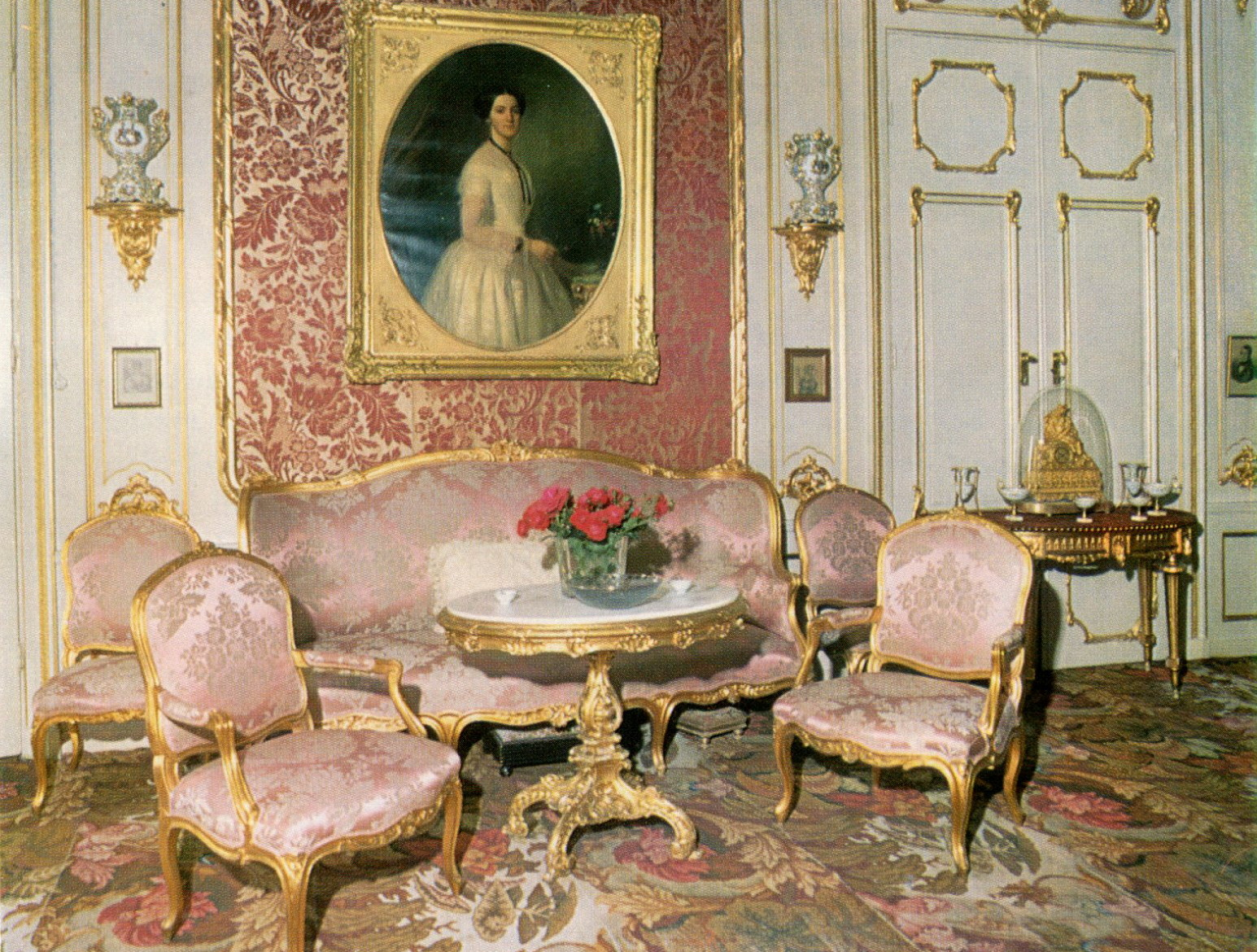
Красный салон

Среди прочих роскошных помещений выделяется Красный салон — великолепное пространство в стиле неорококо. На стене висит картина, изображающая баронессу Ульрику Вильгельмину Терезию Шарлотту Сильфвершёльд (1836—1860), урождённую фон Платен. В той же комнате висит портрет Ульрики Софии Шпренгтпортен, жены Карла де Геера, работы Фредерика Вестина, написанный в 1817 году. Зелёный салон выглядит не менее великолепно. Он украшен картинами таких мастеров, как Давид Клёккер-Эренстраль, Пер Крафт-старший, Николя де Ларжилльера и Уно Троили.
Помимо перечисленных, в замке хранится богатая коллекция портретов других его владельцев и их родственников.

### Хозяйственные постройки и оранжерея

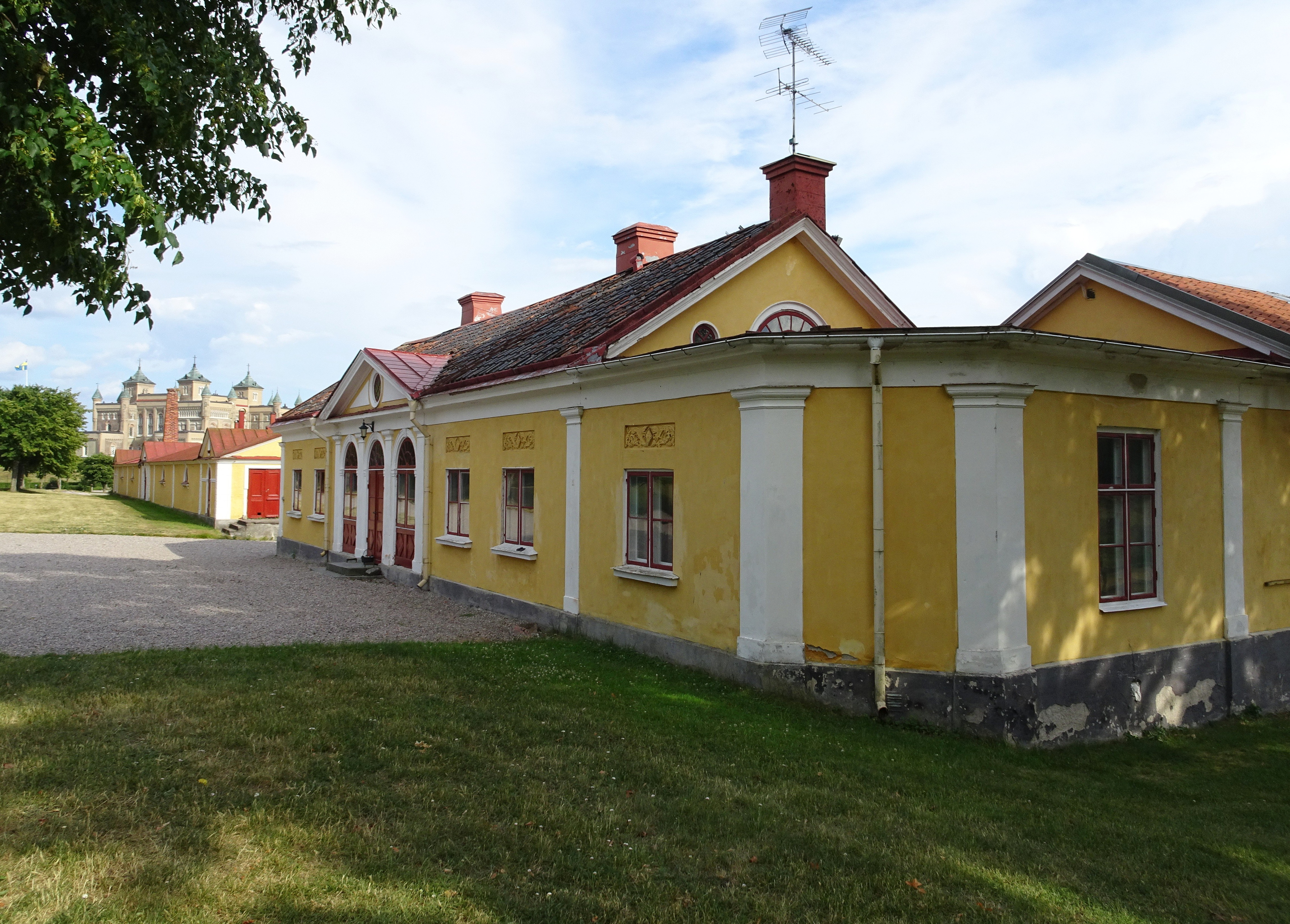
Хозяйственные постройки

Почти все хозяйственные постройки поместья были капитально отремонтированы в 1840-х годах. Работы проводились в рамках общей реконструкции, которая проводилась под руководством Абрахама Нюстрёма. Многие здания были полностью перестроены в стиле ампир.
Оранжерея, длина которой составляет более пятидесяти метров, до сих пор обрамляет центральный вход в имение. Уже около двух веков она знаменита экзотическими растениями.
Другие здания, построенные в стиле ампир, включали баню, пивоварню, конюшни, каретный сарай, склады, резиденцию инспектора, похожую на полноценную усадьбу, а также четыре парадные резиденции. Ранее недалеко от замка также находился кирпичный завод, руины которого сохранились до наших дней.

### Замковый парк
К северу от замка находится обширный парк. Через него проложены дорожки. Имеются пруды, где можно ловить рыбу и беседки.

### Хозяйственная деятельность в XXI веке
В настоящее время Стора-Сундбю — крупный комплекс, где ведётся активная сельскохозяйственная и производственная деятельность. Управляет поместьем компания Stora Sundby lantbruks och fritids AB, которой руководит Мауриц Клингспор. В 2018 году владения составляли в общей сложности 3700 гектаров. Из них 3000 гектаров — лесные угодья, 450 гектаров — пахотные земли, а остальное — прочие территории. Кроме того, имеется 1450 гектаров водоёмов, которые используются для разведения рыбы и коммерческого рыболовства. С 2014 года семья Клингспор также владеет и управляет соседней фермой Biby площадью около 1000 гектаров, а также двумя более мелкими фермами площадью около 270 гектаров.
Деятельность семейной компании Клингспор в основном сосредоточена в лесохозяйственной отрасли. Ведётся производство древесины и проходит её первичная обработка. На пахотных землях выращиваются зерновые культуры, а на пастбищах пасётся домашний скот.
Отдельный доход приносит сдача в аренду загородной недвижимости. На территории поместья находится около 70 особняков и дачных домиков. В аренду сдаются причалы для лодок и марины.

## Современное использование
Ближайшие окрестности замка, включая парк, открыты для публики круглый год. В основном здании комплекса по предварительной договоренности проводятся экскурсии. Также возможно проведение на территории вокруг замка свадеб, праздников, фестивалей, корпоративных мероприятий или торжеств. К востоку от замка находится кафе.

## Галерея

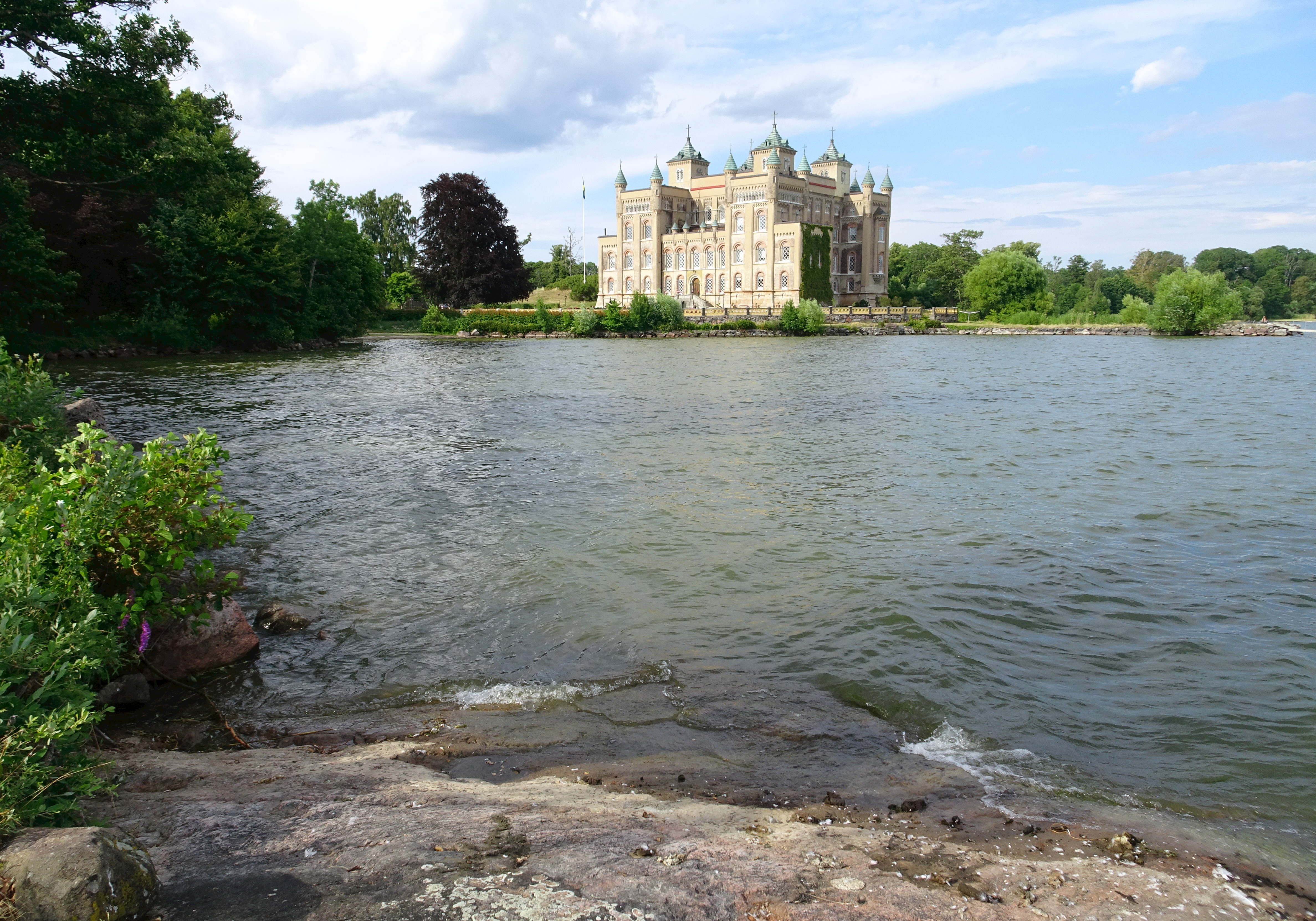
Вид замка со стороны озера
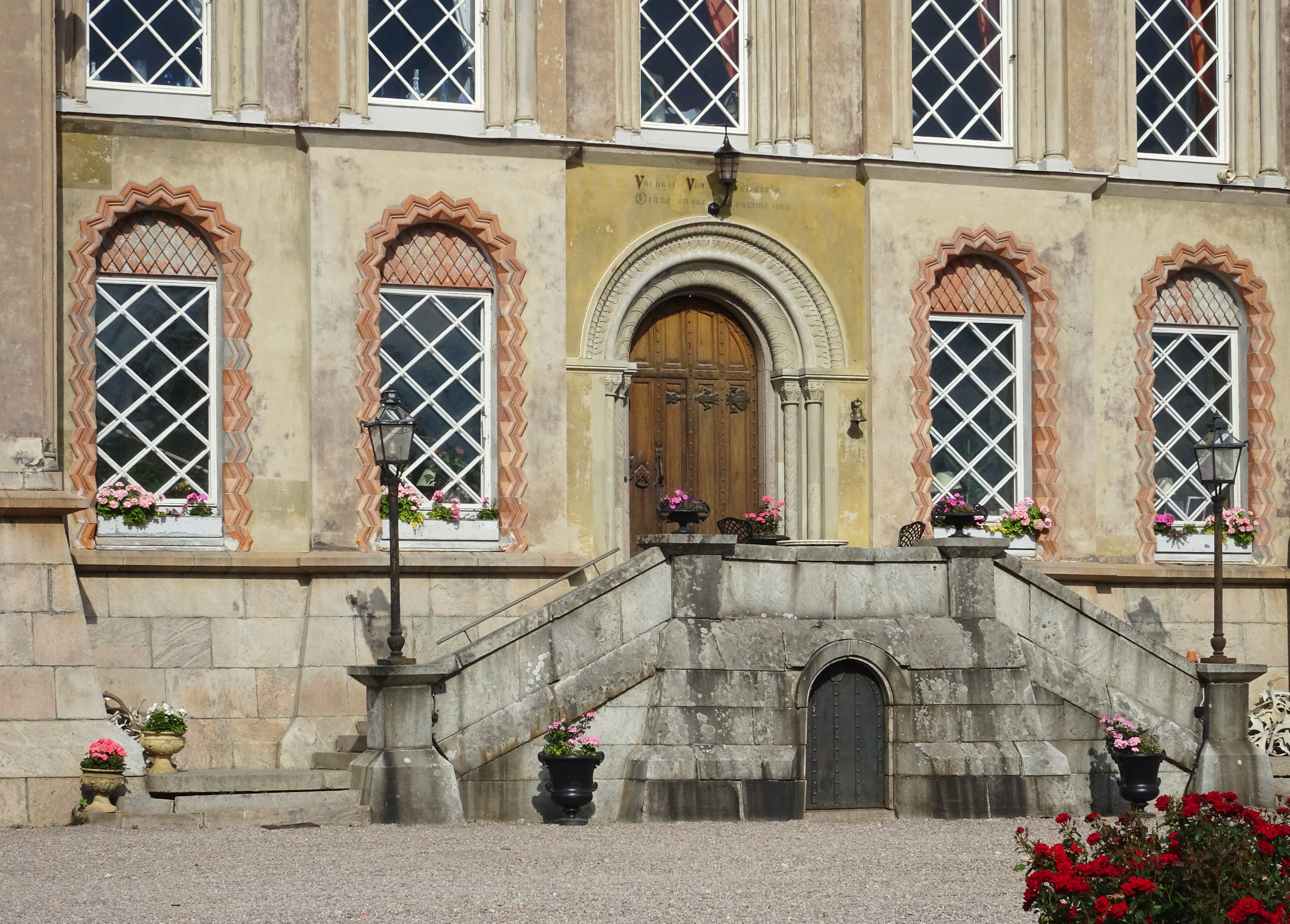
Вход в замок
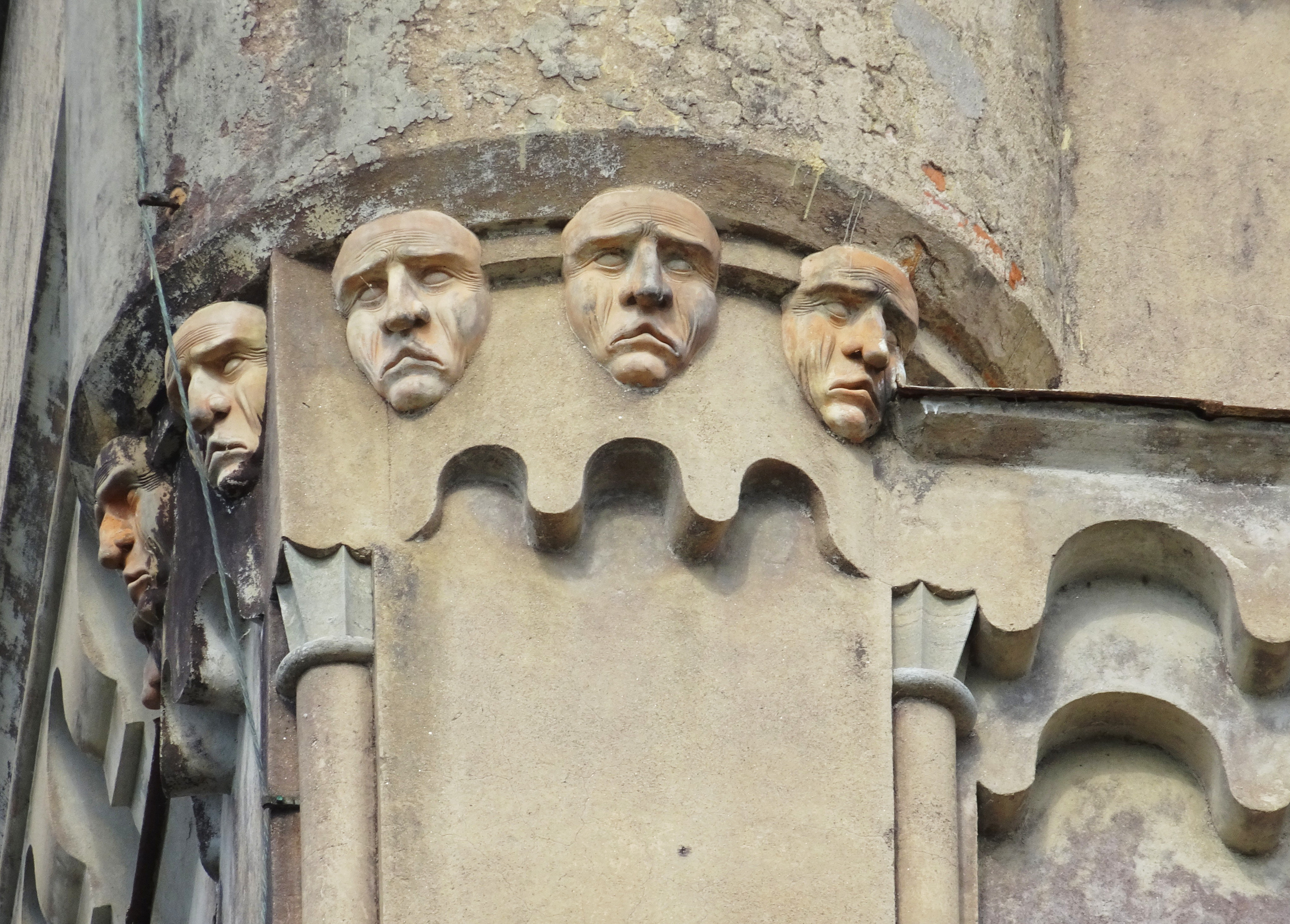
Фрагмент внешнего декора замка
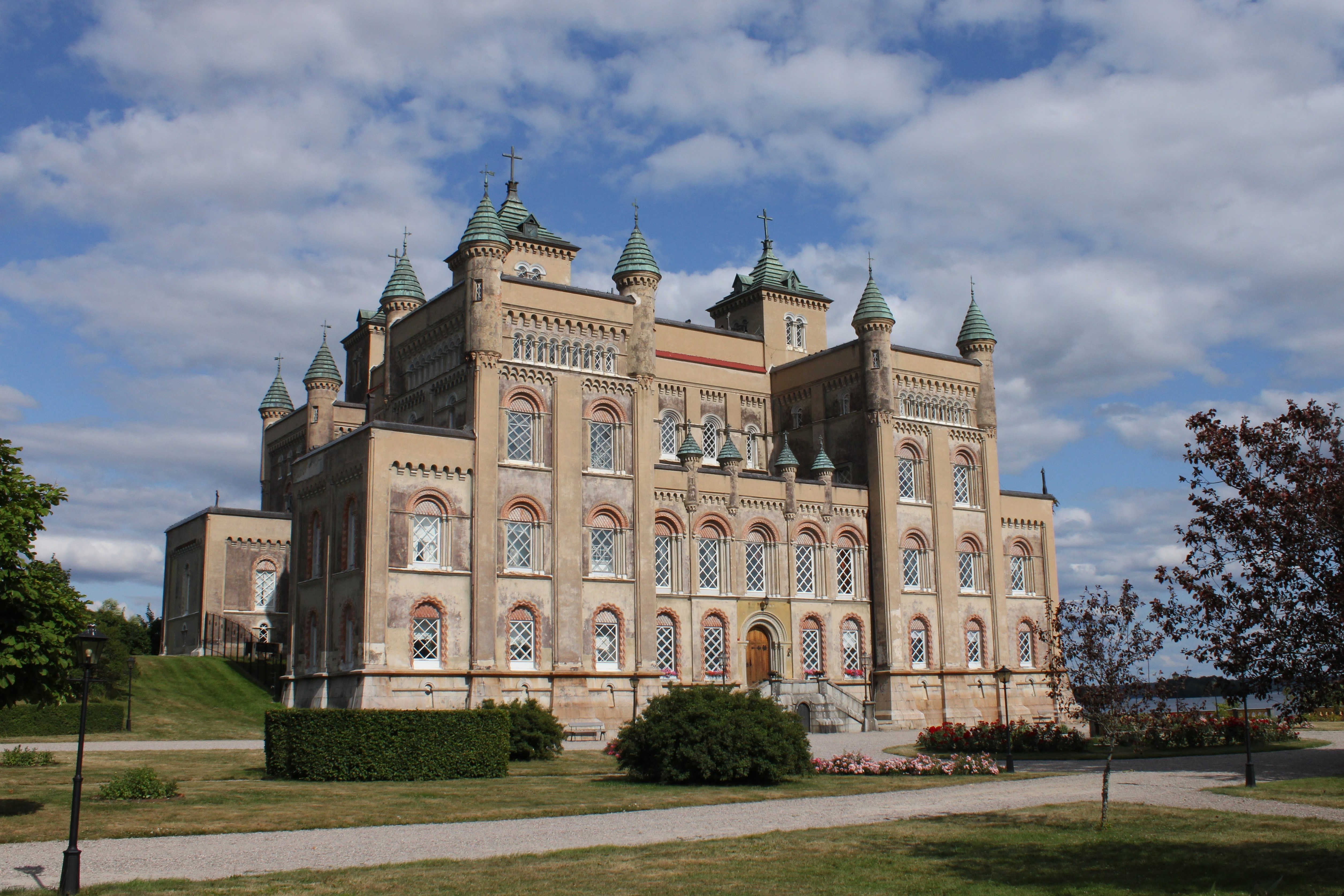
Общий вид замка
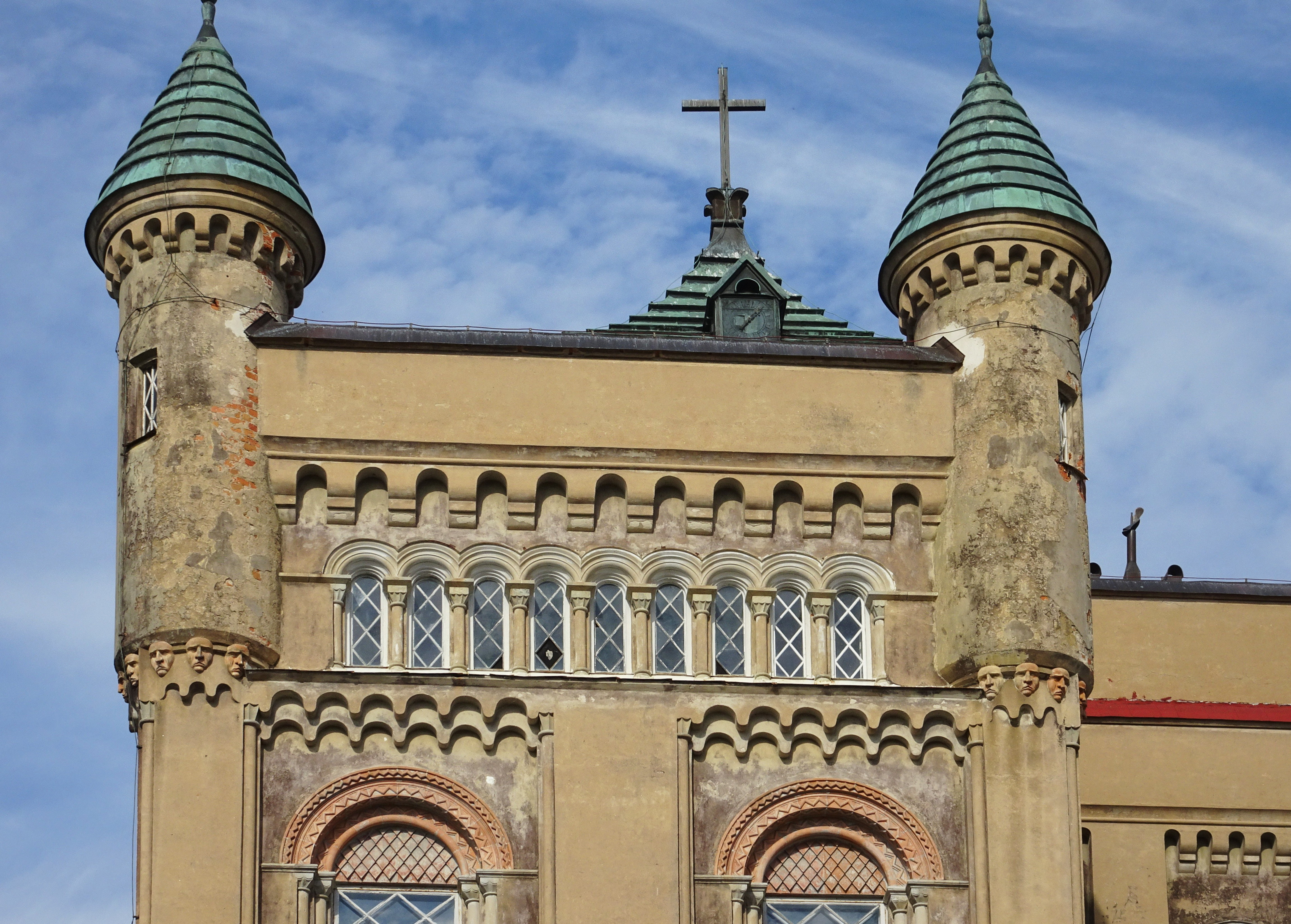
Одна из башен замка